# Torneo di Wimbledon 2025 - Doppio maschile in carrozzina
Il doppio maschile in carrozzina del torneo di tennis professionistico Torneo di Wimbledon 2025, facente parte della categoria Grande Slam nell'ambito dell'ITF Wheelchair Tennis Tour, si è disputato all'All England Lawn Tennis and Croquet Club di Wimbledon, Londra, Inghilterra, dal 9 al 12 luglio 2025.
I due volte campioni Alfie Hewett e Gordon Reid sono stati sconfitti nella finale da Martín de la Puente e Ruben Spaargaren, con il punteggio di 7-6(1), 7-5.

## Teste di serie
1. Alfie Hewett /  Gordon Reid (finale)

1. Martín de la Puente /  Ruben Spaargaren (Campioni)

## Tabellone

### Legenda
| - Q = Qualificato - WC = Wild card - LL = Lucky loser | - ALT = Alternate - SE = Special Exempt - PR = Protected Ranking | - w/o = Walkover - r = Ritirato - d = Squalificato |

|  | Quarti di finale | Quarti di finale                           | Quarti di finale                           | Quarti di finale | Quarti di finale |  |  | Semifinali | Semifinali                           | Semifinali                           | Semifinali                           | Semifinali                           |   |   | Finale | Finale                   | Finale                   | Finale | Finale |  |
|  |                  |                                            |                                            |                  |                  |  |  |            |                                      |                                      |                                      |                                      |   |   |        |                          |                          |        |        |  |
|  | 1                | Alfie Hewett Template:Bandieri Gordon Reid | Alfie Hewett Template:Bandieri Gordon Reid | 6                | 6                |  |  |            |                                      |                                      |                                      |                                      |   |   |        |                          |                          |        |        |  |
|  |                  | Takuya Miki Casey Ratzlaff                 | Takuya Miki Casey Ratzlaff                 | 3                | 2                |  |  | 1          | Alfie Hewett Gordon Reid             | 3                                    | 6                                    | 6                                    |   |   |        |                          |                          |        |        |  |
|  |                  | Tom Egberink Joachim Gérard                | 5                                          | 6                | 67               |  |  |            | Daniel Caverzaschi Tokito Oda        | 6                                    | 4                                    | 0                                    |   |   |        |                          |                          |        |        |  |
|  |                  | Daniel Caverzaschi Tokito Oda              | 7                                          | 4                | 710              |  |  |            |                                      |                                      |                                      |                                      |   |   | 1      | Alfie Hewett Gordon Reid | Alfie Hewett Gordon Reid | 61     | 5      |  |
|  |                  | Ji Zhenxu Sergei Lysov                     | Ji Zhenxu Sergei Lysov                     | 7                | 6                |  |  |            |                                      | 2                                    | Martín de la Puente Ruben Spaargaren | Martín de la Puente Ruben Spaargaren | 7 | 7 |        |                          |                          |        |        |  |
|  |                  | Ben Bartram Dahnon Ward                    | Ben Bartram Dahnon Ward                    | 5                | 4                |  |  |            | Ji Zhenxu Sergei Lysov               | Ji Zhenxu Sergei Lysov               | 2                                    | 4                                    |   |   |        |                          |                          |        |        |  |
|  |                  | Alexander Cataldo Stéphane Houdet          | 2                                          | 6                | 2                |  |  | 2          | Martín de la Puente Ruben Spaargaren | Martín de la Puente Ruben Spaargaren | 6                                    | 6                                    |   |   |        |                          |                          |        |        |  |
|  | 2                | Martín de la Puente Ruben Spaargaren       | 6                                          | 4                | 6                |  |  |            |                                      |                                      |                                      |                                      |   |   |        |                          |                          |        |        |  |